# Coxinga
Coxinga (ortografia tradizionale occidentale della denominazione popolare di Zheng Chenggong: 鄭成功T, 郑成功S, Zhèng ChénggōngP, Cheng Ch'eng-kungW, Pe̍h-ōe-jī: Tēⁿ Sêng-kong; Hirado, 1624 – Tungning, 1662) è stato un ufficiale cinese; è conosciuto anche con l'appellativo di "colui che porta il cognome della famiglia imperiale" (國姓爺T, GuóxìngyéP, Kuo-hsing-yehW, Pe̍h-ōe-jī: Kok-sèng-iâ/Kok-sìⁿ-iâ).
Sostenitore della dinastia Ming e in conflitto con la dinastia Qing, Coxinga mise fine all'occupazione olandese di Taiwan.

## Biografia
Coxinga nacque a Hirado visse con la madre giapponese prima di unirsi al padre, il mercante Zheng Zhilong, in Cina all'età di sette anni. Gli furono dati una formazione classica e un addestramento nelle arti marziali, apprendistati che gli sarebbero stati utili nella sua burrascosa carriera successiva.
Dopo avere sconfitto i Ming nel 1644, i manciù diedero a Zheng Zhilong la possibilità di mantenere la sua posizione se avesse abbandonato i Ming, cosa che egli fece. Quando i manciù arrestarono Zheng per il sospetto che la sua resa fosse solo uno stratagemma, Coxinga assunse controllo delle vaste risorse di famiglia e le impiegò efficacemente nella resistenza armata contro gli invasori, sconfiggendone le forze per terra e per mare, perfino risalendo lo Yangtze nel 1659 con una flotta di centinaia di navi e decine di migliaia di soldati per minacciare seriamente Nanchino, prima di essere respinto e costretto a ritirarsi. Alla ricerca di una base più sicura, fece sbarcare le sue forze a Taiwan espellendo la VOC dal suo avamposto di Fort Zeelandia dopo 9 mesi di assedio. I manciù si resero conto che la sua potenza economica e militare a Taiwan dipendeva dai contatti con la-terraferma e, di conseguenza, ordinarono la completa evacuazione di un lungo tratto della costa orientale, fino a 20 miglia verso l'interno, causando grande sofferenza alla popolazione e ostacolando il commercio per decenni. La brutale misura fu comunque efficace nel raggiungere il suo obiettivo strategico. Coxinga morì nel 1662, poco dopo che i manciù avevano giustiziato il padre come rappresaglia per la sua ribellione, ma suo figlio Zheng Jing (morto nel 1681) e gli altri membri superstiti della famiglia resistettero a Taiwan fino a quando fu conquistata nel 1683 dalle forze manciù al comando di un ex socio degli Zheng; da quel momento in poi, Taiwan fu governata come prefettura della provincia del Fujian.
I posteri sono stati benevoli con Coxinga, come lo sono stati con Zheng He, a parziale compenso della sua tragica vita. Perfino i Qing lo celebrarono dopo la morte come un modello della suprema virtù confuciana, per l'incrollabile lealtà che aveva mostrato verso i Ming. La sua vittoria contro gli olandesi e la resistenza ai manciù ne fecero l'eroe di entrambi i regimi cinesi moderni, ed egli è venerato a Taiwan come l'artefice della sua incorporazione nella sfera culturale della Cina; pare che la gente del posto addirittura lo preghi per la pioggia. La madre giapponese e la nascita a Kyūshū hanno reso Coxinga caro anche ai giapponesi: Le battaglie di Coxinga di Chikamatsu Monzaemon sono una delle più famose opere per il teatro di marionette di quel grande maestro.